# Андергілл (Вермонт)
Андергілл (англ. Underhill) — місто (англ. town) в США, в окрузі Читтенден штату Вермонт. Населення — 3129 осіб (2020).

## Демографія
Згідно з переписом 2010 року, у місті мешкало 3016 осіб у 1133 домогосподарствах у складі 907 родин. Було 1199 помешкань
Расовий склад населення:
| - 97,4 % — білих - 0,6 % — азіатів - 0,4 % — чорних або афроамериканців - 0,2 % — корінних американців |

До двох чи більше рас належало 1,5 %. Частка іспаномовних становила 0,8 % від усіх жителів.
За віковим діапазоном населення розподілялося таким чином: 24,0 % — особи молодші 18 років, 65,9 % — особи у віці 18—64 років, 10,1 % — особи у віці 65 років та старші. Медіана віку мешканця становила 43,5 року. На 100 осіб жіночої статі у місті припадало 97,3 чоловіків;  на 100 жінок у віці від 18 років та старших — 95,5 чоловіків також старших 18 років.
Середній дохід на одне домашнє господарство  становив 114 103 долари США (медіана — 98 981), а середній дохід на одну сім'ю — 127 808 доларів (медіана — 113 681). Медіана доходів становила 64 901 долар для чоловіків та 51 250 доларів для жінок. За межею бідності перебувало 0,9 % осіб, у тому числі 0,7 % дітей у віці до 18 років та 0,7 % осіб у віці 65 років та старших.
Цивільне працевлаштоване населення становило 1836 осіб. Основні галузі зайнятості: освіта, охорона здоров'я та соціальна допомога — 31,4 %, роздрібна торгівля — 11,6 %, виробництво — 11,0 %.